# الرمز البريدي (السعودية)
الرمز البريدي في السعودية هي خدمة بريد جديدة اتبعتها السعودية للتسهيل على المواطنين وذلك بوضع نظام جديد للعنوان البريدي وفق منهجيات علمية وتقنيات عالية لخدمة بريد متميزة في المملكة لتغطي جميع مناطق ومدن المملكة حيث تم استخدام نظام المحدد السعودي وفقا لقطاع الأعمال والأفراد بحيث يكون الأسرع والأدق لخدمة المواطن، وتسهيل عملية الفرز وتحديد المواقع في زمن قصير جدًا، ويصبح لكل منشأة رمز بريدي لسهولة الوصول إلى الموقع المطلوب.

## نظام الترقيم البريدي الجديد
تم تقسيم المملكة إلى ثمان مناطق بريدية بحيث تشمل كل منطقة بريدية منطقة إدارية أو أكثر وذلك باستخدام الرقم الأول من نظام الترميز الجديد وذلك لتجنب مشكلة تغيير الرموز البريدية بالكامل. وقد تم تقسيم كل منطقة من الخانة الأولى من الرموز البريدية إلى قطاعات وقد روعي في ذلك العوامل الجغرافية والطبيعية. وروعي أيضًا ترتيب أهمية كل قطاع من القطاعات للتخفيف من التكلفة لعملية توزيع الخدمات بحسب العوالق الطبيعية من جبال وسهول وهضاب حتى يتم إيصالها بأقل كلفة اقتصادية ممكنة.
وبحسب شركة الطرق الرئيسية والفرعية حتى يتم الوصول إلى المواقع بسهولة، وبحسب أيضا الكثافة السكانية والزيادة الطبيعية للنمو السكاني لكل قطاع، كما أنه تمت مراعاة التقسيمات الإدارية لكل محافظة وقطاع ومدى ارتباطها بالمدن والقرى. وقد تم توزيع الخانة الأولى من الرموز البريدية على المناطق كالتالي:
1. منطقة الرياض: الرقم (1)
2. منطقة مكة المكرمة: الرقم (2)
3. المنطقة الشرقية: الرقم (3)
4. منطقة المدينة المنورة ومنطقة تبوك: الرقم (4)
5. منطقة القصيم ومنطقة حائل: الرقم (5)
6. منطقة الحدود الشمالية ومنطقة الجوف: الرقم (7)
7. منطقة جازان: الرقم (8)

أما العنوان البريدي بالكامل فقد تم تقسيمه وفقا للعوامل التي تم ذكرها أعلاه بحيث يكون مكون من خمسة أرقام، فالرقم الأول هو دال على رقم المنطقة، الرقم الثاني رقم القطاع، والرقم الثالث رقم الفرع، الرقم الرابع رقم القسم، والخامس رقم المربع التابع للفرد أو للشركة أيا كان.

## قائمة الرموز البريدية لجميع مدنالسعودية

### منطقة مكة المكرمة
- مكة : 21955
- جدة : 21442
- الطائف : 21944
- القنفذة : 21912
- الليث : 21961
- رابغ : 21911
- خليص : 21921
- رنية : 21975
- الخرمة : 21985
- اضم : 21971
- الكامل : 21931
- المويه : 21915

### منطقة المدينة المنورة
- المدينة المنورة : 41311
- ينبع : 41912
- العلا : 41941
- مهد الذهب : 41951
- الحناكية : 41961
- بدر : 41931

### منطقة الرياض
- الرياض : 11461
- الخرج : 11942
- الزلفى : 11932
- الدرعية : 11922
- الدوادمي : 11911
- المجمعة : 11952
- القويعية : 11971
- وادي الدواسر : 11991
- الإفلاج : 11912
- شقراء : 11961
- حوطة بني تميم : 11941
- عفيف : 11921
- مرات : 11933
- السليل : 11913
- ضرماء : 11923
- المزاحمية : 11972
- رماح : 11981
- ثادق : 11953
- حريملاء : 11962
- الحريق : 11941
- الغاط : 11914
- اشيقر : 11964

### المنطقة الشرقية
- الدمام : 31146
- الخبر : 31952
- الظهران : 31932
- الاحساء : 31982
- حفر الباطن : 31991
- الخفجي : 31971
- الجبيل : 31951
- القطيف : 31911
- النعيرية : 31982
- بقيق : 31992
- راس تنورة : 31941
- قرية العليا : 31912

### منطقة القصيم
- بريدة : 51411
- عنيزة : 51911
- الرس : 51921
- البكيرية : 51941
- البدائع : 51951
- المذنب : 51931
- رياض الخبراء : 51961
- عيون الجواء : 51922
- الشماسية : 51912

### منطقة عسير
- ابها : 61411
- خميس مشيط : 61961
- بيشة : 61361
- محايل عسير : 61913
- بارق : 61967
- النماص : 61977
- أحد رفيدة : 61974
- ظهران الجنوب : 61953
- بلقرن : 61985
- سراة عبيدة : 61914
- المجاردة : 61937
- رجال المع : 61956
- تثليث : 61935
- تنومة : 61988
- البرك : 61959

### منطقة تبوك
- تبوك : 71411
- تيماء : 71941
- املج : 71931
- الوجه : 71921
- ضباء : 71911
- حقل : 71951
- البدع:71961

### منطقة الجوف
- سكاكا : 42421
- القريات : 75911

### منطقة الحدود الشمالية
- عرعر : 91431
- طريف : 91411
- رفحاء : 91911

### منطقة حائل
- حائل : 81411
- بقعاء : 81911
- الغزالة : 81931
- الشنان : 81921
- الشملي : 81981
- سميراء : 81991
- موقق : 81951
- الحائط : 81941
- الروضة : 81961
- الخطة : 81971
- تربة : 81912
- جبة : 81922

### منطقة جازان
- جازان : 45142
- صبيا : 45931
- أبو عريش : 45911
- صامطة : 45922
- فيفاء : 45972
- بيش : 45971
- العيدابي : 45992
- الداير : 45962
- العارضة : 45933
- أحد المسارحة : 45952
- الريث : 45972
- ضمد : 45913
- فرَسان : 54943
- هروب : [3]85891

### منطقة نجران
- نجران : 55461
- شرورة : 51730
- حبونا : 29613

### منطقة الباحة
- الباحة : 61008
- المخواة :61861
- بلجرشي : 22888
- المندق : 65921
- العقيق : 65931